# ビロードの爪
『ビロードの爪』（ビロードのつめ、原題： The Case of the Velvet Claws ）は、アメリカの推理作家E・S・ガードナーによる推理小説。発表は1933年。弁護士ペリー・メイスンの初登場作品である。ただし、本作には一切の法廷シーンは登場せず、メイスンが依頼人の利益を保障することのみに焦点がおかれている。同時にハードボイルド小説に見られる、犯罪者や他の弁護士、警察との駆け引きが重視されている。

## 解説
『ビロードの爪』はガードナー44歳の時の作で、これにより世間から注目を集めた彼は弁護士をやめて、創作と狩猟・旅行に日々を費やすようになった、という出世作である。ただし、日本でこの作ほかのガードナー作品が日本で注目されたのは戦後になってからであり、この作品も1937年（昭和12年）に井上良夫によって『法律事務所の奇妙な客』として抄訳されたまま、忘れ去られていたという。
ガードナーの成功は、旧来の探偵小説に現れる「虫眼鏡で物的証拠を集めるよう旧式の探偵がもう古くなったことは明らかである」として、「登場人物のうちの誰かが何事かをする、その行動そのものが、のっぴきならない証拠となるのである」（訳：江戸川乱歩）というように、従来の本格推理小説の軛を外して、行動と会話を主体とし、その上でダシール・ハメットやレイモンド・チャンドラーの作品のような性格描写を切り捨てて、本格物の風味を添えたという、一種の折衷主義によるものである。また、彼の探偵役であるメイスンをカリフォルニア州以外の事件に関わらせぬようにするなど、熟知しない他の州の法律に抵触させぬようにするといった配慮も見られる。
序幕の依頼者の奇妙な依頼より始まり、探偵役のメイスンがその裏にある真相解明に熱中し、それに秘書のデラ・ストリート、私立探偵のポール･ドレイクが協力する、といったメイスンものにおける基本形式はこの作品より始まっている。

## あらすじ
弁護士ペリー・メイスンはある時、イヴァ・グリフォンと名乗る女から依頼を受けた。彼女の語るところによると、ピーチウッド・インというところでピストル強盗があり、政治家のハリスン・バーグと密会中にその現場に出くわしてしまった、という。このことを赤新聞『スパイシ・ピッツ』の編集長、フランク・ロックに感づかれ、新聞に掲載する、と脅されてしまった。ハリスンに迷惑がかからぬように、とイヴァは記事の差し止めを望んで、知り合いよりメイスンの名前を紹介して貰った、という。
メイスンの秘書のデラは、イヴァのことを気に入らず、自分を助けるためなら人を裏切ることを厭わぬ悪女だと忠告するが、メイスンは依頼人に誠実であることがモットーだとして、探偵のポール・ドレイクを通じてイヴァのことを調べさせ、また自身はフランク・ロックに接触し、警察のシドニー・ドラムの協力も得て、ロックの裏には富豪ジョージ・C・ベルダーがいることを突き止める。ベルダーにゆさぶりをかけようとしたメイスンはその屋敷で、イヴァと再会する。イヴァはジョージ・ベルダーの後妻だった。
メイスンがジョージと面会して間もないある夜、就寝中のメイスンを起こすように、イヴァから電話がかかってきた。夫のジョージがとある客と面会後にピストルで射殺され、その話して客がメイスン（あるいは彼によく似た声の人物）だというのである。警察に知らせる前にメイスンに電話を入れたというイヴァに、メイスンは証言すべき内容をイヴァの頭にたたき込ませ、自分はベルダー家と親しいものだという名目で事件に立ち会うことにした。
ベルダー家から帰宅後、デラとポールに連絡をとったメイスンは、独自の調査活動を開始し、自身が容疑者として疑われることを察知して、姿をくらました。

## 主な登場人物
ペリー・メイスン
弁護士。依頼人のために戦うことをモットーにしている。
デラ・ストリート
メイスンの秘書。メイスンと知り合ってから5年になる。イヴァの第一印象に悪感情を抱く。
ポール・ドレイク
メイスンの友人の探偵。
イヴァ
依頼人。実はジョージ・ベルダーの妻。
ジョージ・C・ベルダー
富豪。『スパイシー・ピッツ』のオーナー。
フランク・ロック
赤新聞『スパイシー・ピッツ』の編集長。過去に犯罪歴有り。
カール・グリフィン
ジョージの甥で、遺産相続人。ジョージから可愛がられている。
アーサー・アトウッド
カール・グリフィンの弁護士
エスタ・リンテン
フランク・ロックの情婦。
ミセス・ヴィーチ
ベルダー家の家政婦。
ノーマ・ヴィーチ
ミセス・ヴィーチの娘。カールと交際している。
ハリー・ローリング
ノーマの知人。
ソル・スティンバーク
メイスンの協力者で、ユダヤ人の質屋。
ハリスン・パーク
新進気鋭の政治家。下院議員。
シドニー・ドラム
殺人課刑事。メイスンの友人。
ビル・ホフマン
殺人課部長刑事。メイスンに好感情を抱いていない。